# Cauda equina

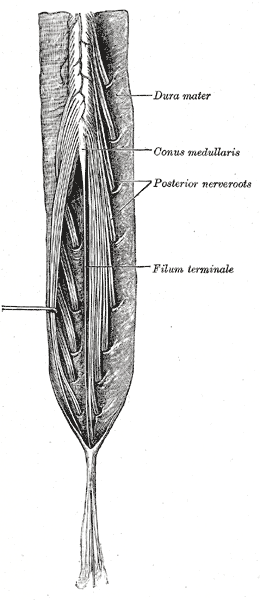
Cauda equina

Cauda equina (lat. för "hästsvansen") är den samling nerver (nervrötter) som löper ner i ryggen efter ryggmärgens nedre ände, conus medullaris, som oftast är belägen vid den första ländryggskotan, L1. Hästsvansen innehåller nerver, typiskt L1-L5, som både är sensoriska och motoriska och styr funktionen i ben, blåsa, anus och perineum. 

## Cauda equinasyndrom
Cauda equinasyndrom kan orsakas av olika sjukdomstillstånd, exempelvis ett stort centralt diskbråck, som trycker på de här nervstrukturerna. Andra möjliga orsaker kan vara:
- Tumörer
- Spinal stenos i ländrygg
- Blödningar i ryggen
- Diskit
- Kraftiga skador mot ländryggen

Symtom på cauda equinasyndrom:
- Bilateral ischias (utstrålande smärta i båda benen)
- Domningar och nedsatt känsel i underlivet.
- Förlorad känsla av att behöva gå på toaletten, även om urinblåsa är full
- Inkontinens
- Svaghet och påverkan på mer än en nervrot.[1]

Den uppskattade prevalensen är 1 på 30 000 till 100 000 personer per år. Uppskattningar av årlig incidens ligger på 1,5 till 3,4 per million människor. Tillståndet förekommer i 3 procent av alla diskbråck.